# Кривошея Олег Володимирович
Кривошея Олег Володимирович — старший солдат Збройних сил України, учасник російсько-української війни. Уродженець Черкащини.

## Нагороди
13 березня 2022 року — за особисту мужність і героїзм, виявлені у захисті державного суверенітету та територіальної цілісності України, вірність військовій присязі під час російсько-української війни, нагороджений орденом «За мужність» III ступеня.